# Ed Greenwood

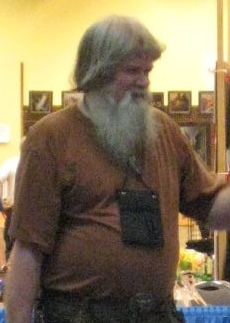
Ed Greenwood.

Ed Greenwood (21 de julio de 1959) es un escritor canadiense de libros de fantasía y de juegos de rol. Su obra más reconocida ha sido la creación, junto con Jeff Grubb, del escenario de campaña Reinos Olvidados en 1987 (aunque Greenwood llevaba usando Reinos Olvidados como escenario de campaña privado desde 1975). Ha publicado además 200 artículos en la revista Dragon, y unas 30 novelas y módulos para la compañía TSR.
El personaje más famoso creado por Greenwood es Elminster, un poderoso hechicero Elegido de la diosa Mystra.

### Reinos Olvidados
Shandril's Saga
- Fuego mágico (1988), publicado en castellano como una novela independiente.
- Crown of Fire (1994);
- Hand of Fire (2002)

Trilogía de Elminster
- Elminster, la Forja de un Mago (1994);
- Elminster en Myth Drannor (1997);
- La Tentación de Elminster (1998);

Otras historias de Elminster
- Elminster In Hell (2001);
- Elminster's Daughter (2004)
- "Elminster at the Mage Fair" - publicado en inglés en la antología Realms of Valor (1993), y en español en Relatos de Faerûn (2005)

The Shadow of the Avatar Trilogy
- Shadows of Doom (1995);
- Cloak of Shadows (1995);
- All Shadows Fled (1995)

Trilogía de Cormyr (junto con Jeff Grubb)
- Cormyr (1996);
- Las Siete Plagas
- La Muerte del Dragón (2000)

Los Arpistas
- Crown of Fire
- Stormlight (1996)

Double Diamond Triangle Saga
- The Mercenaries (1998);
- The Diamond (1998)

Sembia
- "The Burning Chalice" - The Halls of Stormweather: A Novel In Seven Parts (2000)

The Knights of Myth Drannor Trilogy
- Swords of Eveningstar (2006);
- Swords of Dragonfire (August 2007);
- The Sword Never Sleeps" (November 2008);
- Silverfall: Stories of the Seven Sisters (1999)

### Novelas de antología
- "So High A Price" - Realms of Infamy (1994);
- "The Eye of the Dragon" - Realms of Magic (1995);
- "A Slow Day In Skullport" - Realms of the Underdark (1996);
- "The Whispering Crown" - Realms of the Arcane (1997);
- "The Place Where Guards Snore at their Posts" - Realms of the Deep (2000);
- "When Shadows Come Seeking A Throne" - Realms of Shadow (2002)

### Otras novelas
- Band of Four Series
- The Kingless Land (2000)
- The Vacant Throne (2001)
- A Dragon's Ascensión (2002)
- The Dragon's Doom (2003)
- The Silent House: A Chronicle of Aglirta (2004)

## Otras ocupaciones
Ed ha publicado unos doscientos artículos en las revistas Dragon Magazine y Polyhedron Newszine, es un socio vitalicio de la RPGA (Role Playing Game Association), ha escrito más de 30 libros y módulos para la compañía TSR y ha sido invitado de honor de Gen Con Game Fair en numerosas ocasiones.
También ha contribuido en la mayor parte de los accesorios de los juegos de Reinos Olvidados y es el autor de otros muchos. Escribe regularmente columnas para la página web de Wizards of the Coast y frecuenta los foros de Candlekeep, en los que se puede contactar con él.
Cuando no aparece en convenciones vive en una vieja granja en el campo en Ontario y trabaja en una biblioteca.